# Kai Olav Ryen
Kai Olav Ryen (Tynset, 10 settembre 1978) è un ex calciatore norvegese, di ruolo difensore.

## Carriera

### Club
Ryen cominciò la carriera con le maglie di Magnor ed Eidskog, per passare poi al Kongsvinger nel 2002. All'epoca, il club militava nella 2. divisjon. Venne però promosso nel 2003. Il 12 aprile 2004, allora, Ryen debuttò nella 1. divisjon, quando fu titolare nel successo per 2-0 sullo Skeid.
Il difensore collezionò quasi 200 apparizioni in questa divisione. A seguito della promozione del 2009, poté esordire anche nella Tippeligaen. Il 28 marzo 2010, infatti, sostituì Vidar Riseth nella sconfitta per 1-0 sul campo del Tromsø. Collezionò 2 presenze nella massima divisione, in quella stagione. A fine anno, la sua squadra retrocesse.